# Radłów
Radłów este un oraș în județul Tarnów, Voievodatul Polonia Mică, Polonia cu o populație de 2.741 locuitori (2010).
Orașul se află la aproximativ 13 km la nord-vest de Tarnów și 66 km la est de capitala regională Cracovia.
Orașul a câștigat statutul de oraș la 1 ianuarie 2010.

## Galerie

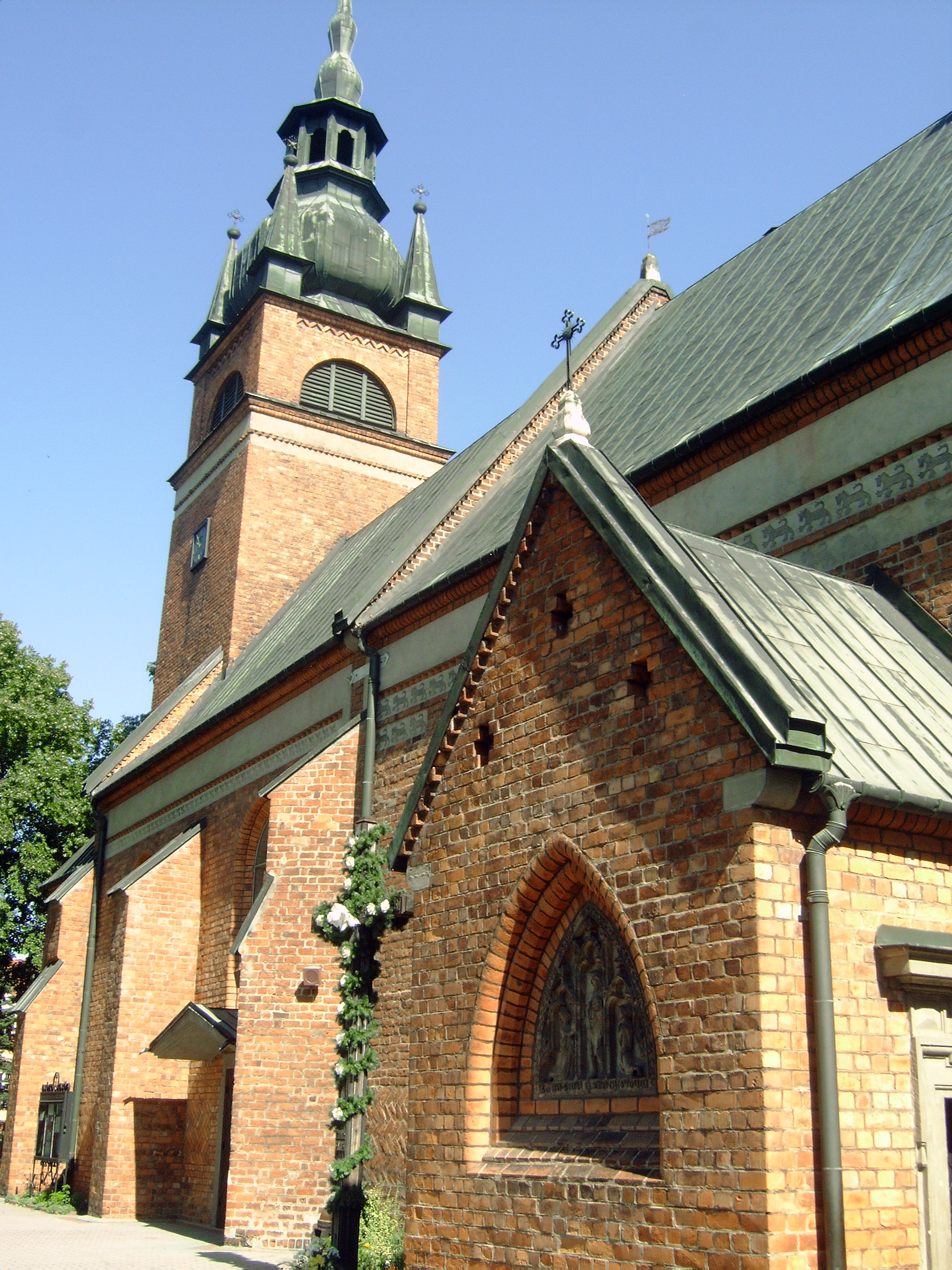
Biserica. Sf. Ioan Botezătorul
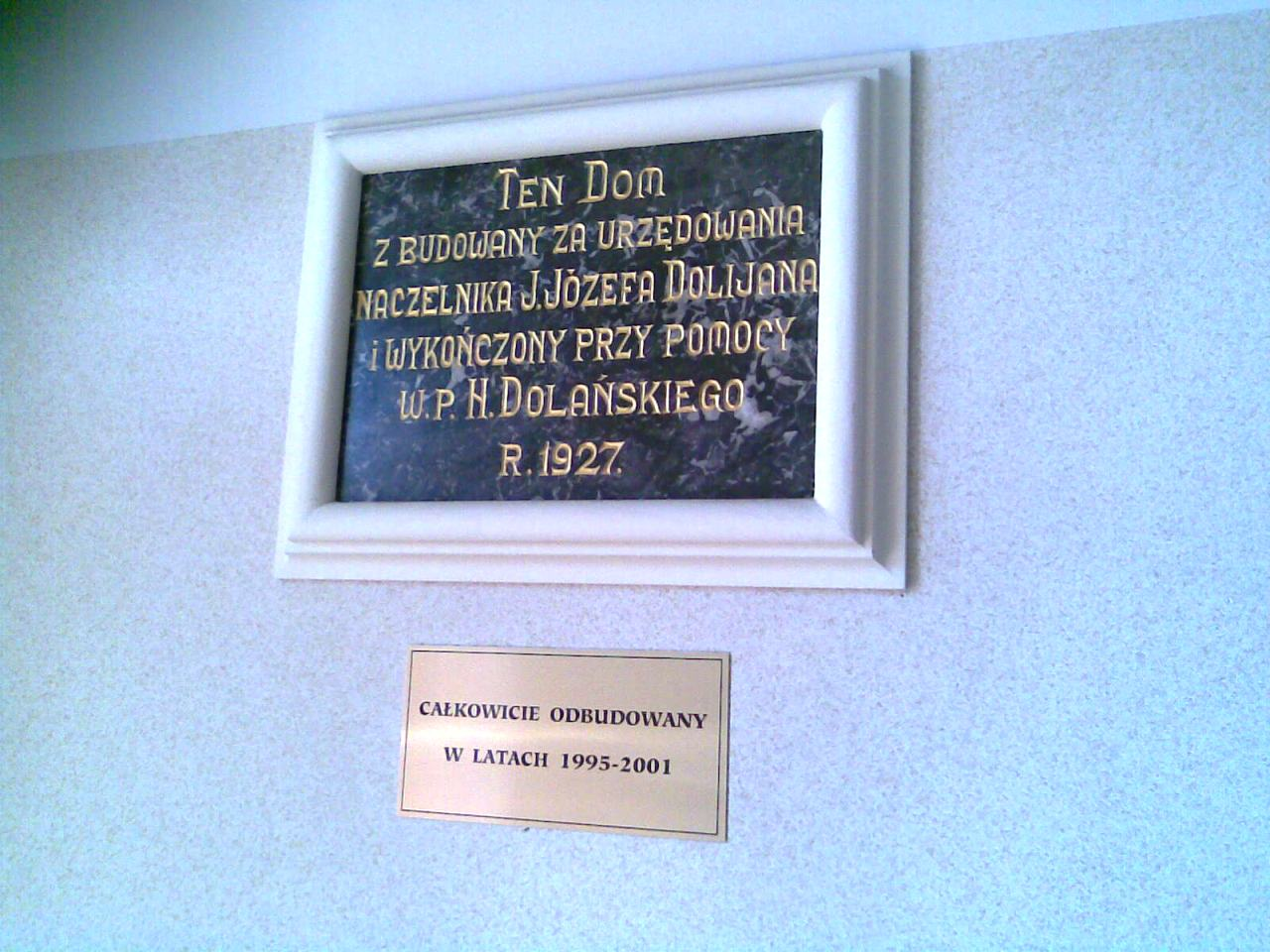
Placa în interiorul primăriei reconstruite
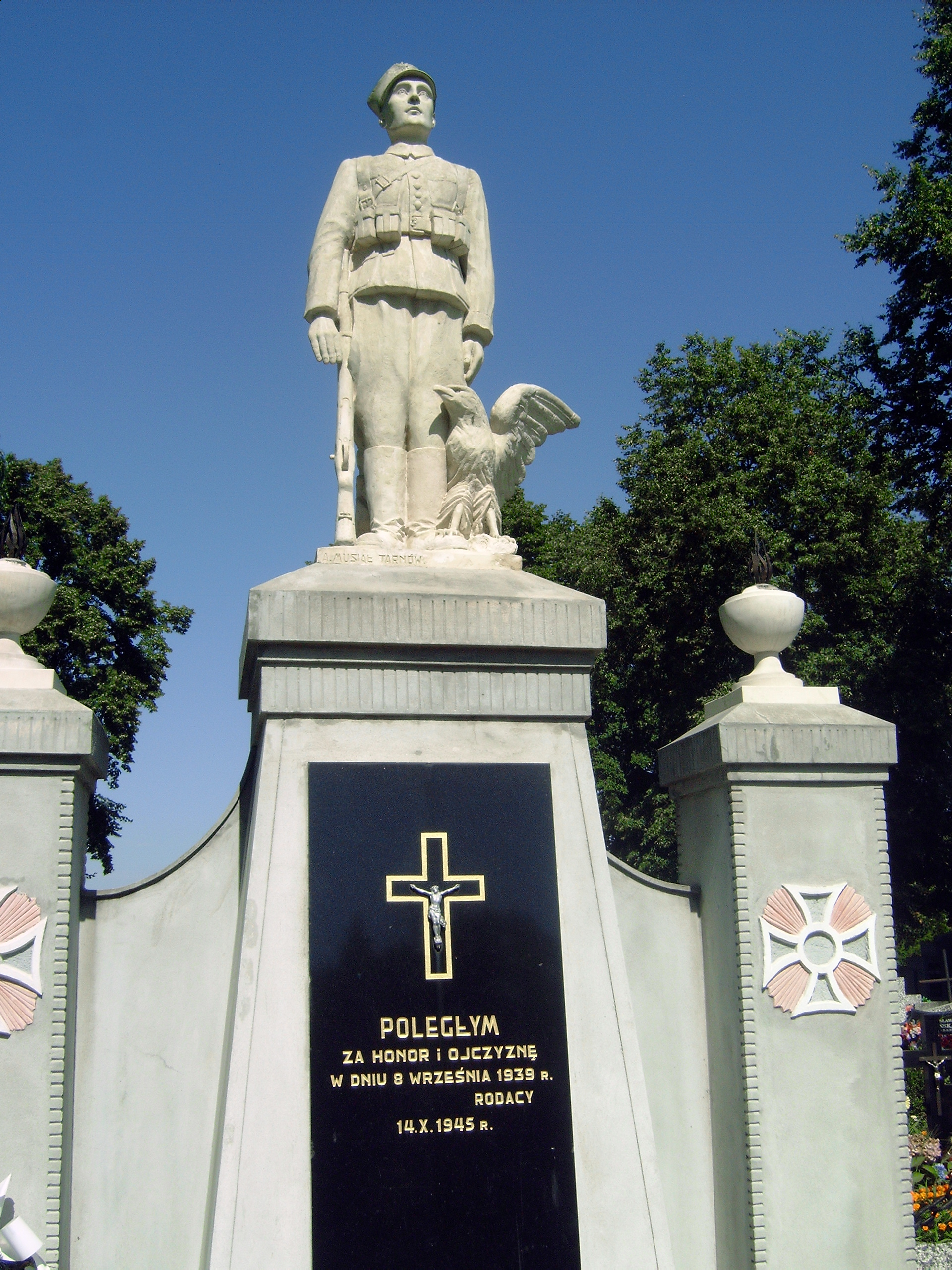
Monumentul al eroilor  căzuţi în 1939, în cimitir
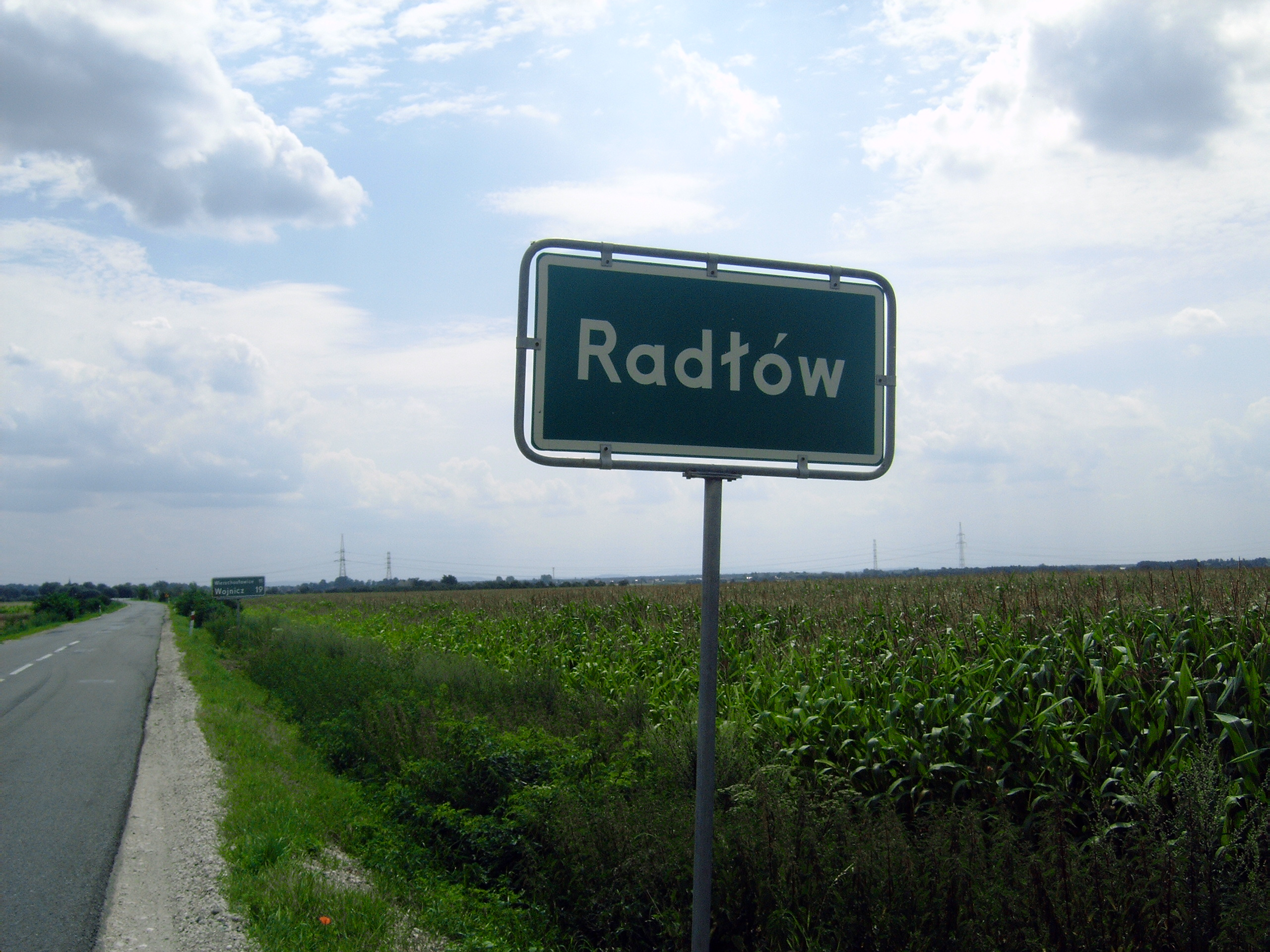
Intrare în Radłow